# Svantjärnen (Vilhelmina socken, Lappland)
Svantjärnen är en sjö i Vilhelmina kommun i Lappland och ingår i Ångermanälvens huvudavrinningsområde. Sjön har en area på 0,0411 kvadratkilometer och ligger 528,9 meter över havet. Svantjärnen ligger i Gitsfjället Natura 2000-område.

## Delavrinningsområde
Svantjärnen ingår i det delavrinningsområde (719526-149733) som SMHI kallar för Inloppet i Övre Kroksjön. Medelhöjden är 582 meter över havet och ytan är 40,69 kvadratkilometer. Det finns inga avrinningsområden uppströms utan avrinningsområdet är högsta punkten. Datikån som avvattnar avrinningsområdet har biflödesordning 2, vilket innebär att vattnet flödar genom totalt 2 vattendrag innan det når havet efter 317 kilometer. Avrinningsområdet består mestadels av skog (82 procent). Avrinningsområdet har 0,45 kvadratkilometer vattenytor vilket ger det en sjöprocent på 1,1 procent.